# Onze-Lieve-Vrouwekerk (Trépied)
De Onze-Lieve-Vrouwekerk (Frans: Église Notre-Dame) is de parochiekerk van de in het Franse departement Pas-de-Calais en tot de gemeente Cucq behorende plaats Trépied, gelegen aan Rue Jean Jaurès 268.
Deze kerk werd gebouwd van 1965-1966 naar ontwerp van Yves Laloy in de stijl van het naoorlogs modernisme. De kerk is uitgevoerd in beton en bestaat uit twee rechthoekige onderdelen die met elkaar in verbinding staan. In de grotere rechthoek bevindt zich het kerkschip, in de kleinere de dagkapel en de doopkapel.